# Neobisium improcerum
Espèce
Neobisium improcerum est une espèce de pseudoscorpions de la famille des Neobisiidae.

## Distribution
Cette espèce est endémique de Crimée en Ukraine. Elle se rencontre vers Simferopol.

## Publication originale
- Ćurčić, 1984 : The genus Neobisium Chamberlin, 1930 (Neobisiidae, Pseudoscorpiones, Arachnida): on new species from the USSR and the taxonomy of its subgenera. Glasnik Muzeja Srpske Zemlje, Beograd, sér. B, vol. 39, p. 124-153.